# 파치슬로

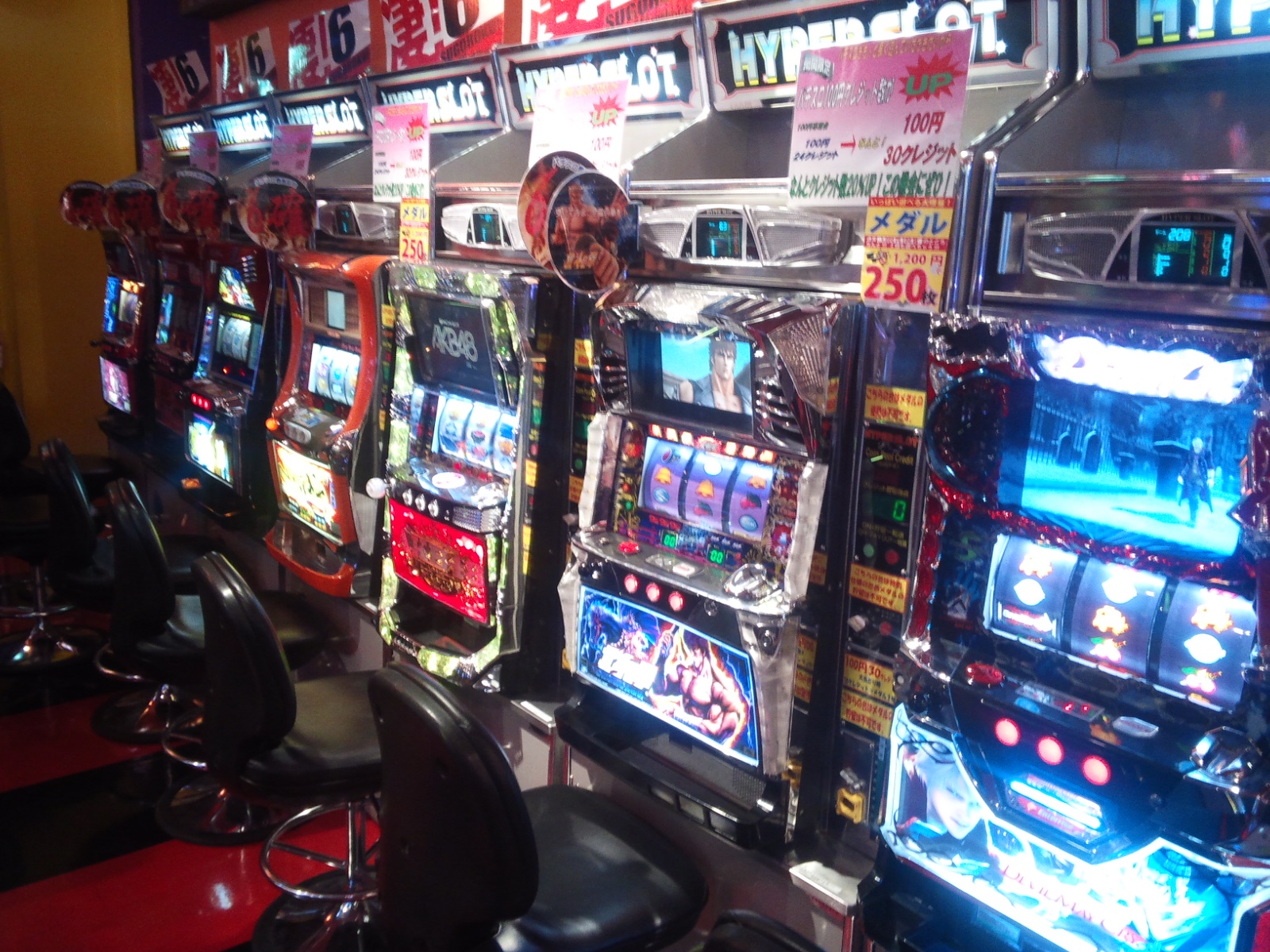
파치슬로

파치슬로(일본어: パチスロ 파치스로[*])는 일본의 풍속 영업 등의 규제 및 업무의 적정화 등에 관한 법률에 의해 규제를 받는 7호 영업점 = 파친코 점 등에 설치되는 슬롯 머신이다. 정식 명칭은 회동식유기기(回胴式遊技機)이다. 보안통신협회에 의해 수행되는 형식 시험에 합격해야 설치 할 수 있다. 등장 당초는 올림피아 물산제 기계가 메인 이었기에, "올림피아 머신"이라고 불리었다. 슬롯 머신은 릴의 자동 종료를 기다리는 반면, 파치슬로는 스테핑 모터의 제어에 의해 유기자가 정지 버튼으로 릴을 멈출 수있다. 이것은 파친코와 함께 법적으로 최소한의 기술 개입이 요구되고 있기 때문이다. 파치슬로 전에는, 라스베이거스 등으로 친숙한 이른바 "업라이트형"이 주류였지만, 대형 슬롯 머신은 점포에 도입이 곤란해서, 파친코의 틀에 그대로 설치된 슬롯 머신이 개발되었다. 파친코(pachinko)와 슬롯 머신(slot machine)의 합성어이다.